# Джуркін
Джуркін (перс. جورقين) — село в Ірані, у дегестані Рудбар, у Центральному бахші, шагрестані Тафреш остану Марказі. За даними перепису 2006 року, його населення становило 180 осіб, що проживали у складі 55 сімей.

## Клімат
Середня річна температура становить 11,95 °C, середня максимальна – 30,96 °C, а середня мінімальна – -9,15 °C. Середня річна кількість опадів – 258 мм.
| Клімат поселення                              | Клімат поселення | Клімат поселення | Клімат поселення | Клімат поселення | Клімат поселення | Клімат поселення | Клімат поселення | Клімат поселення | Клімат поселення | Клімат поселення | Клімат поселення | Клімат поселення | Клімат поселення |
| Показник                                      | Січ.             | Лют.             | Бер.             | Квіт.            | Трав.            | Черв.            | Лип.             | Серп.            | Вер.             | Жовт.            | Лист.            | Груд.            |                  |
| Середній максимум, °C                         | 6,82             | 7,87             | 12,47            | 18,79            | 23,48            | 29,37            | 30,96            | 30,23            | 25,87            | 19,96            | 13,27            | 7,58             |                  |
| Середня температура, °C                       | −1,16            | −0,12            | 4,48             | 10,80            | 15,49            | 21,38            | 25,05            | 24,33            | 19,97            | 14,06            | 7,35             | 1,70             |                  |
| Середній мінімум, °C                          | −9,15            | −8,11            | −3,52            | 2,80             | 7,50             | 13,39            | 19,16            | 18,42            | 14,08            | 8,18             | 1,48             | −4,2             |                  |
| Норма опадів, мм                              | 36               | 35               | 47               | 37               | 30               | 4                | 1                | 1                | 0                | 11               | 22               | 34               |                  |
| Середньомісячна швидкість вітру, м/с          | 1.76             | 2.40             | 3.10             | 3.15             | 2.57             | 2.48             | 2.56             | 2.37             | 2.17             | 2.15             | 1.82             | 1.67             |                  |
| Середньомісячна сонячна радіація, кДж/м²·день | 8544             | 11676            | 14392            | 17999            | 22146            | 26620            | 26020            | 23823            | 20454            | 14903            | 10720            | 8625             |                  |
| --------------------------------------------- | ---------------- | ---------------- | ---------------- | ---------------- | ---------------- | ---------------- | ---------------- | ---------------- | ---------------- | ---------------- | ---------------- | ---------------- | ---------------- |
| Джерело:                                      |                  |                  |                  |                  |                  |                  |                  |                  |                  |                  |                  |                  |                  |